# Fredy Muñoz
Fredy Muñoz Altamiranda (Cartagena de Indias, Colombia, 11 de diciembre de 1970) es un realizador audiovisual, escritor y periodista colombiano. 

## Biografía

### Estudios
Muñoz estudió su primaria y secundaria en la Ciudad Escolar de Comfenalco, CEC, y se graduó de Bachiller en el colegio Fernández Bustamante de su ciudad natal. Cursó estudios superiores de Realización de Cine y Televisión en la Universidad Nacional de Colombia, Derecho y Ciencias Políticas en la Universidad de Cartagena, y Sociología en la Universidad del Atlántico.

### Actividad literaria, audiovisual y periodística
Desde temprano destacó entre los jóvenes narradores de su región, con cuentos premiados en concursos como el de "Cuento Caribe" y el Concurso Literario "Alvaro Cepeda Samudio", que ganó en 1986 y 1987, respectivamente. Poemas suyos se encuentran impresos en el volumen de poesía "Otras Voces", editado por la Secretaría de Cultura de Cartagena de Indias en 1995.
Fredy Muñoz Altamiranda dirigió el proyecto audiovisual "Leyendas" para la programadora cultural colombiana "Audiovisuales" en 1996, trabajo premiado, al lado de "Talentos" y "Maestros" con el premio nacional de periodismo Simón Bolívar al trabajo colectivo de la programadora. Ha realizado reportajes audiovisuales y documentales para el canal regional de televisión Telecaribe y la serie "Trópicos", de la costa Caribe colombiana. En 2001 realizó para la Oficina de las Naciones Unidas para los Refugiados el documental "Montes de María, un testimonio de la violencia y de la esperanza", con voces e imágenes de sobrevivientes de las masacres a campesinos en El Salado, Chengue, Canutal, Flor del Monte, y otras poblaciones de la conflictiva región de los Montes de María.

### Trabajo en Telesur, preso político y exilio
En 2005 es vinculado al proyecto audiovisual informativo latinoamericano "teleSUR" con sede en Caracas, Venezuela y asume la corresponsalía informativa del canal en Colombia. A finales de 2006 es detenido por agentes de la inteligencia colombiana en el muelle internacional del aeropuerto El Dorado, de Bogotá, cuando regresaba al país luego de un encuentro internacional de corresponsales periodísticos. Es señalado de colaborar con las guerrillas marxistas de las FARC, y encarcelado por dos meses, al término de los cuales fue liberado por la Fiscalía General de Colombia, cuando sus acusadores, guerrilleros condenados, revelaron haberlo acusado por encargo de militares, a cambio de rebajas de penas. El Gobierno venezolano de Hugo Chávez denunció entonces el encarcelamiento del periodista, como una persecución, y una agresión al proyecto televisivo con sede en Caracas.
Luego de su liberación, Muñoz Altamiranda fue objeto de amenazas y persecuciones que le hicieron salir de su país hacia Venezuela, donde se le otorgó el status de refugiado político por el Gobierno de ese país, y las Naciones Unidas. Muñoz, en el exilio, trabaja en la actualidad para diversos medios impresos y electrónicos del mundo, que publican sus trabajos sobre la realidad sociopolítica latinoamericana y mundial.

## Trayectoria
Es un periodista colombiano que trabaja para la red de televisión Telesur, basada en Venezuela, como su corresponsal en Bogotá. En 19 de noviembre de 2006, Muñoz fue detenido al llegar en el aeropuerto de Bogotá bajo acusaciones de supuesto "arrollamiento con terrorismo". La fiscalía general de Colombia dice que Muñoz fue implicado por e de las FARC actualmente detenidos, mientras Telesur sostiene que las autoridades judiciales colombianas estimulan falsas acusaciones por su programa de "traición premiada".
Muñoz ha trabajado en prensa, radio y televisión de su país, ha sido redactor de diarios como El Periódico de Caragena, colaborador de El Universal, reportero del noticiero televisivo "6:25" las noticias,  y autor de reportajes que relacionan atentados contra servicios públicos (como la red eléctrica) en el área rural de Colombia a fuerzas de seguridad e policiales, a vez de las FARC como usualmente se culpa. De acuerdo con sus jefes de Telesur, eso ha provocado descontentamiento contra él entre autoridades colombianas, que se harían encargado de acusaciones sin pruebas.
La organización Reporteros Sin Fronteras ha denunciado tal detención como un atentado a la libertad de prensa. La Federación Internacional de Periodistas emitió un comunicado en términos similares, firmado por su director regional Gregorio Salazar, en lo que exige la liberación inmediata de Muñoz'.
- Datos: Q8962779